# زیردریایی یو-۲۷۱
زیردریایی یو-۲۷۱ (به انگلیسی: German submarine U-271) یک زیردریایی بود که طول آن ۶۷٫۱ متر (۲۲۰ فوت ۲ اینچ) بود. این زیردریایی در سال ۱۹۴۲ ساخته شد.